# Temná hmota

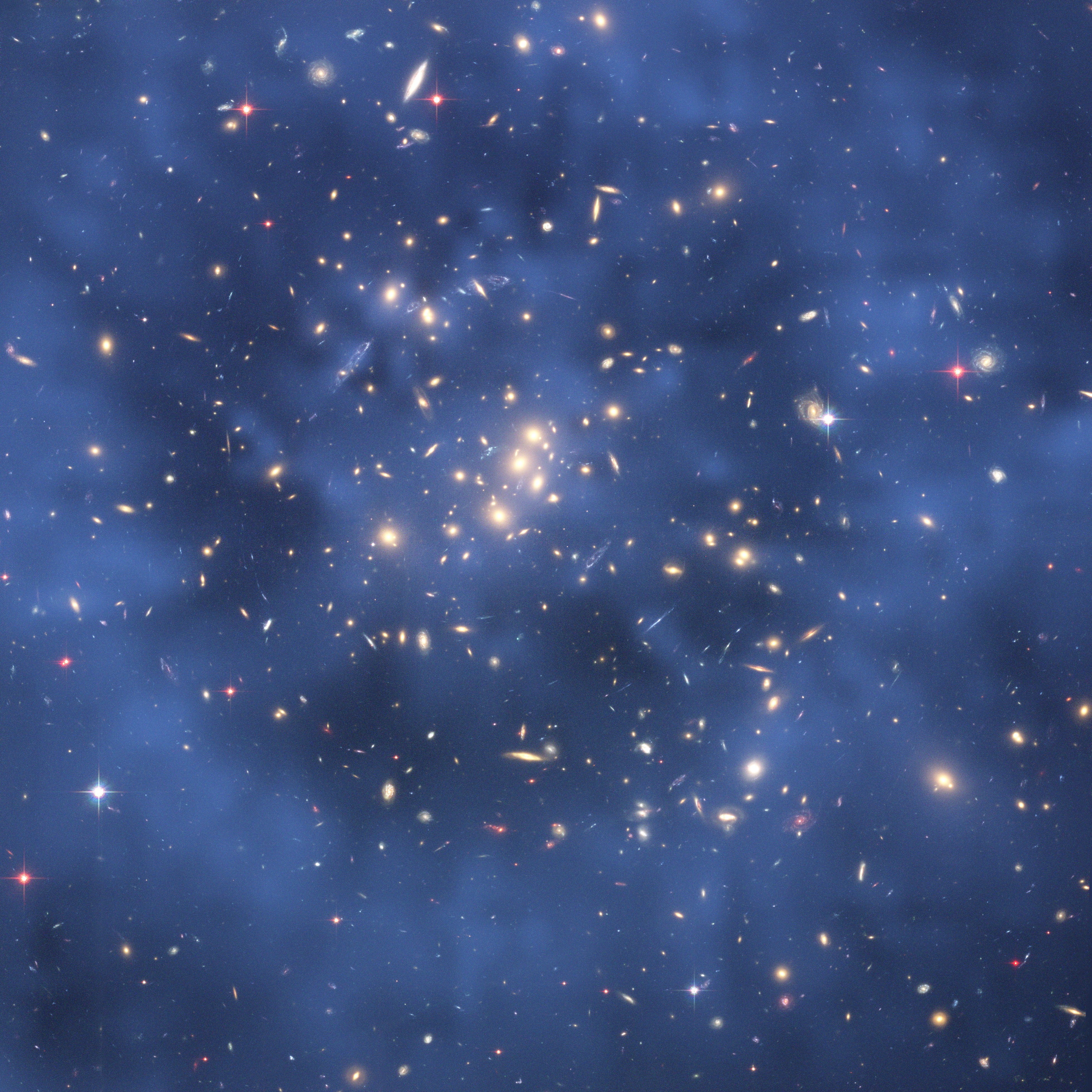
Přes snímek z Hubblova kosmického dalekohledu byl vložen modrý obraz naměřeného prstencového rozložení temné hmoty kolem středu kupy galaxií CL0024+17.

Rotační křivka typické spirální galaxie demonstrující rozdíl mezi gravitačním působením viditelné hmoty a pozorovanou křivkou rychlostí.

Temná hmota či skrytá hmota nebo též skrytá látka je označení hypotetické formy hmoty, která má mít gravitační vliv na své okolí, ale neinteraguje se světlem ani jiným elektromagnetickým zářením a není proto pozorovatelná jako běžná hmota. Název je odvozen od její vlastnosti, že „nesvítí“ a je pro elektromagnetické záření „průhledná“. Teorie temné hmoty slouží k vysvětlení některých kosmologických jevů, které nelze vysvětlit pomocí viditelné hmoty, např. některých vlastností galaxií a kup galaxií. Podle rychlosti teoretických částic této hmoty se rozlišuje horká temná hmota (HDM) a studená temná hmota (CDM), která je součástí standardního kosmologického modelu (ΛCMD).
O chybějící hmotě referoval už v roce 1932 Jan Oort a roku 1933 švýcarsko-americký astronom Fritz Zwicky, na základě nesrovnalosti při studiu rotací galaxií. Na rozdíl od temné energie není temná hmota rozložena v prostoru rovnoměrně. Díky přitažlivé gravitaci tvoří shluky podobně jako viditelná hmota, která je k těmto shlukům také přitahována. Některé novější výzkumy ukazují, že by temná hmota přece jen mohla mít vliv na elektromagnetické záření přítomné ve vesmíru – na polarizaci mikrovlnného pozadí.
Podle posledních měření (reliktního záření a dle teorie velkého třesku) je nyní ve vesmíru temné hmoty kolem 23 %, zatímco nám známá baryonová hmota, z níž je složena většina objektů, které můžeme přímo či nepřímo pozorovat, má tvořit jen 4,8 % (ovšem skutečně pozorované jsou ovšem jen zhruba 2/3 této baryonové hmoty, přičemž její většina je mezi galaxiemi). Zbytek vesmíru – 73 %, tedy největší část – tvoří takzvaná temná energie. Předpokládá se ale, že v počátečních fázích vesmíru byl poměr zcela jiný.

Grafické znázornění předpokládaného rozložení hmoty ve vesmíru v současné době a před 13,7 miliardami let.

## Baryonová a nebaryonová temná hmota
Předpokládá se, že malou částí temné hmoty může být i baryonová temná hmota (tzn. částice s poločíselným spinem složené ze tří kvarků). Tato hmota by měla vyzařovat nepatrné (nebo žádné) množství elektromagnetické energie. Do těchto objektů patří např. hnědí trpaslíci nebo masivní halo objekty (MACHO). Ale i plyn může tvořit podstatnou část hmoty galaxie. Větší množství baryonové hmoty by mohly skrývat filamenty mezi galaxiemi. Také bylo zjištěno, že přibližně polovina světla je absorbována prachovými částicemi. Přesto se v mainstreamové teorii předpokládá, že drtivou většinu temné hmoty tvoří nebaryonová temná hmota, která není složena z atomů.
Kromě gravitačního působení, ovlivňujícího dynamiku galaxií, se dosud nepodařilo objevit jiné prokazatelné projevy nebaryonové temné hmoty, což znemožňuje přesnou identifikaci její podstaty. Z pozorovaných náznaků elektromagnetických projevů a naopak vyloučení takových projevů v určitých pásmech lze pak stanovit omezení na možné stavební částice nebaryonové temné hmoty. Byly pozorovány možné projevy anihilace temné hmoty v radiových vlnách, konkrétně v mikrovlnném pásmu. Naopak pozorování elektromagnetického pozadí v pásmu záření gama neukázalo žádný příspěvek od temné hmoty (např. z anihilace jejích částic), tedy který by korespondoval s jejím rozložením, i když některá dřívější pozorování podobnou možnost naznačovala. Je to ve shodě s dřívějšími výsledky z pozorování Fermiho vesmírného teleskopu.
Nebaryonovou temnou hmotu rozdělujeme do tří uvažovaných skupin: horká temná hmota (HDM), chladná temná hmota (CDM) a teplá temná hmota (WDM), přičemž jsou možné i některé jejich kombinace.

### Horká temná hmota (HDM)
Má malou klidovou hmotnost a částice se pohybují ultrarelativisticky. Předpokládá se, že tento typ hmoty by mohla zprostředkovávat reliktní neutrina. Experimentální zjištění vylučují, že by temná hmota mohla být tvořena pouze známými druhy neutrin.

### Teplá temná hmota (WDM)
U tohoto typu temné hmoty se částice pohybují relativisticky. Předpokládá se, že tento typ temné hmoty by mohl zprostředkovávat supersymetrický partner k částici graviton (předpovězen z teorie supergravitace).

### Chladná temná hmota (CDM)
Má větší klidovou hmotnost a pohybuje se nerelativisticky. Tuto hmotu by měly zprostředkovávat dosud neobjevené slabě interagující hmotné částice (WIMP, z angl. Weak Interacting Massive Particles) jako lehčí supersymetrické částice (fotino, neutralino) nebo axiony, případně silně interagující hmotné částice (SIMP, z angl. Strong Interacting Massive Particles) obdobné pionům. Existují i mnohem exotičtější návrhy, např. že by CDM byla tvořena „částicemi“ MACHO (z angl. MAssive Compact Halo Objects), tedy prvotními černými děrami vzniklými při velkém třesku.

### Hmotnostní omezení
Je-li temná hmota tvořena slabě interagujícími hmotnými částicemi (WIMP), pak podle současných představ vyplývá z astronomických pozorování trpasličích kulových galaxií, že by tyto částice neměly mít klidovou hmotnost menší než 40 GeV/c2.
Žádné projevy temné hmoty tvořené částicemi s nízkou hmotností nebyly zjištěny ani při vyhodnocení dalších experimentů s Fermiho vesmírným teleskopem záření gama.
Z výsledků měření izotropního rádiového kosmického záření (experiment ARCADE) vyplývá, že jeho jasnost je vyšší než záření předpokládané z extragalaktických zdrojů. Vysvětlují-li se pomocí temné hmoty v naší Galaxii tvořené WIMP, pak pro jejich hmotnost vyplývá, že pravděpodobně leží v intervalu 10–20 GeV/c2.
Také z pozorování vesmírného synchrotronového záření emitovaného při pohybu nabitých částic v magnetickém poli blízko středu Galaxie kosmickým dalekohledem Planck vyvodil v roce 2012 tým vědců závěr, že temná hmota je tvořena velmi hmotnými částicemi (možná 10krát těžšími, než je hmotnost Higgsova bosonu), které s ostatní hmotou neinteragují a jejichž vzájemné interakce jsou ve většině oblastí vesmíru velmi řídké.

## Projevy temné hmoty
Pokud budeme ve vesmíru pozorovat gravitační chování velkých objektů typu galaxií nebo jejich kup, zjistíme, že musí existovat hmota, kterou nepozorujeme (tzv. temná hmota). Existenci temné hmoty jako první zavedl astronom Fritz Zwicky (při pozorování kupy galaxií ve Vlasech Bereniky).

### Rotační rychlosti galaxií
Asi nejpřesvědčivější argument pro existenci temné hmoty je měření rychlostí spirálních galaxií. Spirální galaxie má střed kulového tvaru, z níž vycházejí jednotlivá spirální ramena. Oběžné rychlosti můžeme měřit pomocí spektrálních čar (Dopplerova posuvu) jako funkci od středu galaxie.

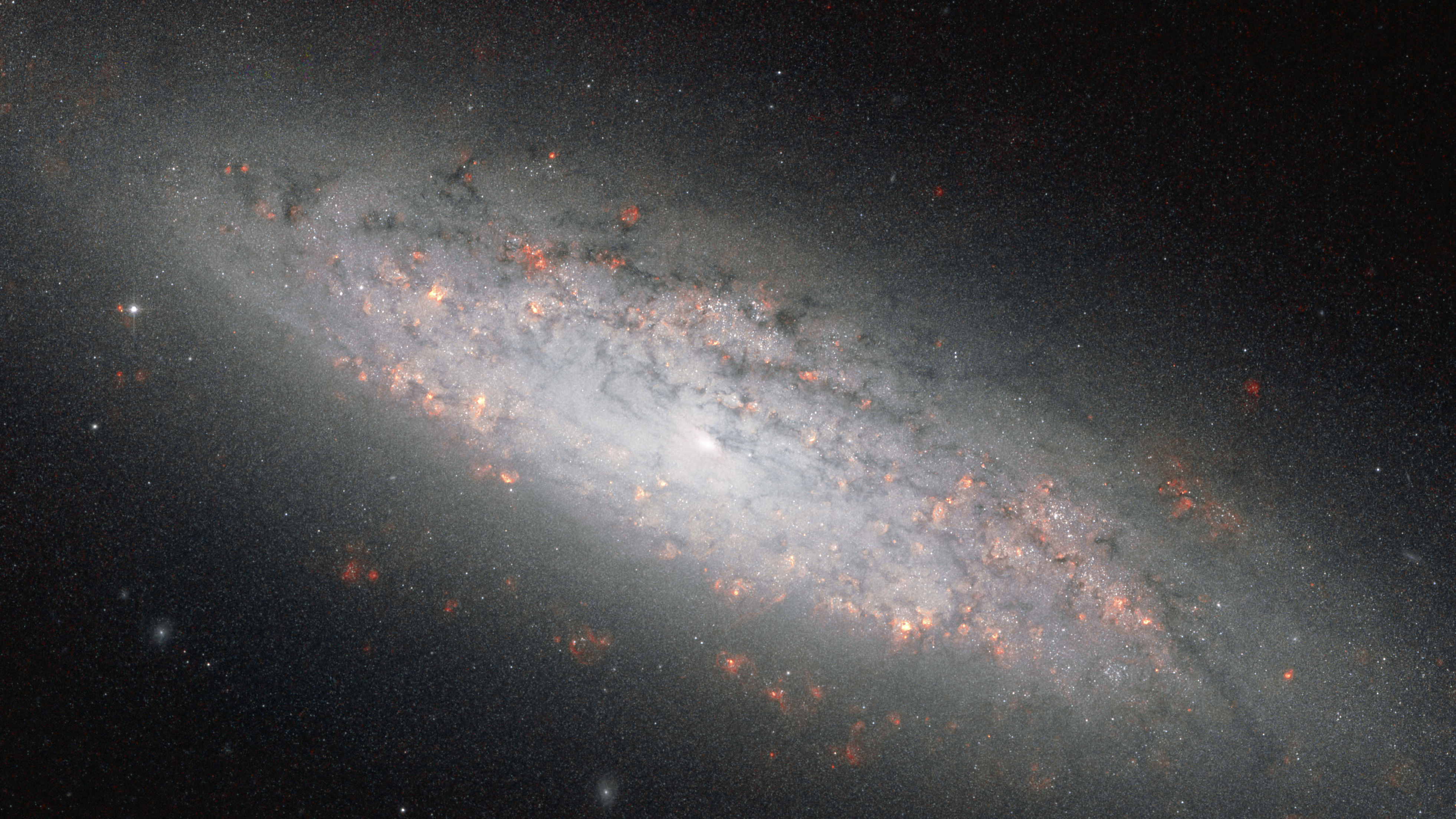
Spirální galaxie NGC6503

Příkladem je např. měření závislosti rychlosti na vzdálenosti galaxie NGC6503. Výsledkem měření bylo, že rychlost od centra galaxie roste přibližně na hodnotu 120 km/s a zde zůstává konstantní až do nejvzdálenějších měřitelných vzdáleností. To je ale v rozporu s pozorováním, kde svítivost klesá se zvyšující se vzdáleností od centra galaxie. Právě tento rozpor vedl k myšlence zavedení temné hmoty, která by vysvětlovala gravitačním působením tuto charakteristiku rotační rychlosti.
Podle studie z roku 2023 rotační křivka Mléčné dráhy vykazuje za okrajem disku Keplerovský pokles rychlosti, takže vyvrací možnost většího množství temné hmoty vně disku galaxie.
Existují ale i alternativní možnosti jako je například modifikovaná newtonovská dynamika (MOND). Ukazuje se totiž, že pozorovaná zrychlení odpovídají pozorované hmotě bez zavedení temné hmoty. Spirální trpasličí galaxie také neodpovídají modelům s temnou hmotou. Také se ukazuje, že i temnou energii lze vysvětlit modifikací interakce.
I unavené světlo a spoluproměnné vazebné konstanty mohou vysvětlit vesmír bez temné hmoty.

### Historické pozorování Fritze Zwickyho
Fritz Zwicky postupoval obdobně jako u výše zmíněného experimentu, kdy změřil rotační rychlosti jednotlivých galaxií v kupě galaxií. Z této znalosti a předpokládané celkové hmotnosti, aby byla kupa stabilní, odhadl hmotnost této kupy. Když tuto hmotnost porovnal s předpokládanou hmotností (tj. hmotností jednotlivých galaxií v této kupě), tak výsledek byl 400× rozdílný. Právě tento nesoulad ho přivedl k myšlence existence nějaké jiné formy hmoty, než jsme schopni pozorovat.

## Detekce
Kandidátů na částice, ze kterých se skládá temná hmota, je mnoho a podle typu těchto částic budeme také dělit způsoby jejich detekce. Např. experimenty, které se snaží nalézt jednoho z kandidátů na temnou hmotu - slabě interagující hmotné částice (WIMP), které každou sekundou procházejí zemí, tak můžeme jmenovat např. experimenty CDMS (Cryogenic Dark Matter Search), DRIFT (Directional Recoil Identification From Tracks) nebo PICASSO (Project in Canada to Search for Supersymmetric Objects).
Dalším, v dnešní době hodně diskutovaným, kandidátem na temnou hmotu jsou axiony. Jsou to velmi lehké částice s nulovým spinem i elektrickým nábojem. I na detekci axionů je v dnešní době mnoho experimentů a jsou to např. OSQAR, PVLAS nebo CAST.
Experimenty můžeme rozdělit do dvou kategorií – přímé a nepřímé. Do přímých experimentů zařazujeme experimenty, které hledají rozptyl částic temné hmoty, a nepřímé experimenty studují produkty anihilace WIMP.
Přímé měření pomocí gravimetrů ukazuje, že uvnitř Země je zanedbatelné množství temné hmoty ve formě objektů.
V současné době se do výzkumu temné hmoty může zapojit každý pomocí chytrých telefonů. Instalací aplikace CREDO detektor se majitel telefonu zapojí do celosvětové sítě detektorů fotonů z rozpadu superhmotných částic Archivováno 11. 4. 2021 na Wayback Machine., které by mohly pocházet z rané fáze vývoje temné hmoty.